# بنیاد اسراء
بنیاد بین‌المللی علوم وحیانی اسراء از بزرگ‌ترین مراکز حوزوی در شهر قم است. عبدالله جوادی آملی، از مراجع تقلید شیعه، مؤسس این بنیاد و فرزندش، مرتضی جوادی‌ آملی، ریاست آن را برعهده دارد. این بنیاد تاکنون بیش از دویست جلد کتاب از جمله تفسیر تسنیم را منتشر کرده‌است.

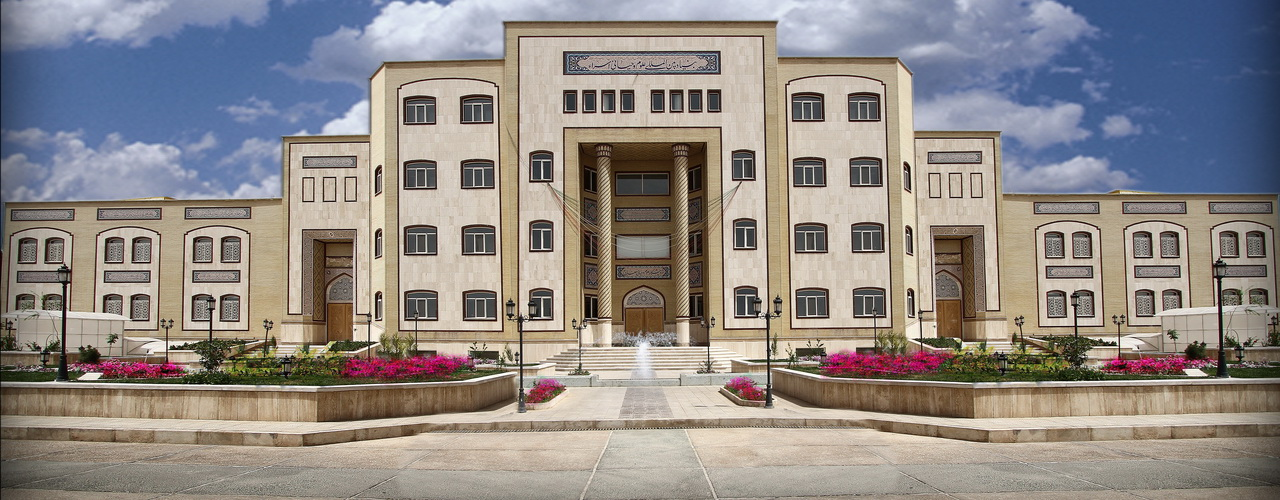
بنیاد بین المللی علوم وحیانی اسراء

اساسنامه این بنیاد در سال ۱۳۹۲ به پیشنهاد بیت رهبری به تصویب شورای عالی انقلاب فرهنگی رسیده و براساس آن مهم‌ترین هدف این بنیاد پژوهش در آثار عبدالله جوادی آملی به منظور استخراج و معرفی دیدگاه‌های او می‌باشد. 
بر اساس آنچه که در ماده ۱۵ اساسنامه این بنیاد آمده است، منابع مالی بنیاد از طریق هدایا و کمک های بلاعوض اشخاص حقیقی و حقوقی، موقوفات، تسهیلات بانکی (اعم از خصوصی و دولتی) و اعتبارات، ردیف ها و کمک های دولتی و درآمدهای حاصل از فعالیت های آموزشی، پژوهشی، انتشاراتی و فرهنگی تأمین می گردد.
اما برخی معتقدند همانند دفاتر و موسسه‌های آموزشی اکثر مراجع تقلید، وابسته به دولت جمهوری اسلامی ایران و دارای ردیف بودجه دارد. اطلاعاتی دربارهٔ هزینه‌ها و درآمدهای بنیاد اسراء در دست نیست.